# Bojan Trajkovski
Pour les articles homonymes, voir Trajkovski.
Bojan Trajkovski (en macédonien : Бојан Трајковски), né le 11 septembre 1986, à Makedonska Kamenica, en Macédoine, est un joueur macédonien de basket-ball. Il évolue au poste d'ailier fort.

## Palmarès
- Champion de Macédoine 2004, 2005, 2006, 2009, 2010
- Coupe de Macédoine 2004, 2005, 2006, 2010
- Champion du Kosovo 2015
- Ligue internationale des Balkans 2015